# Giovanni Battista Piazzetta

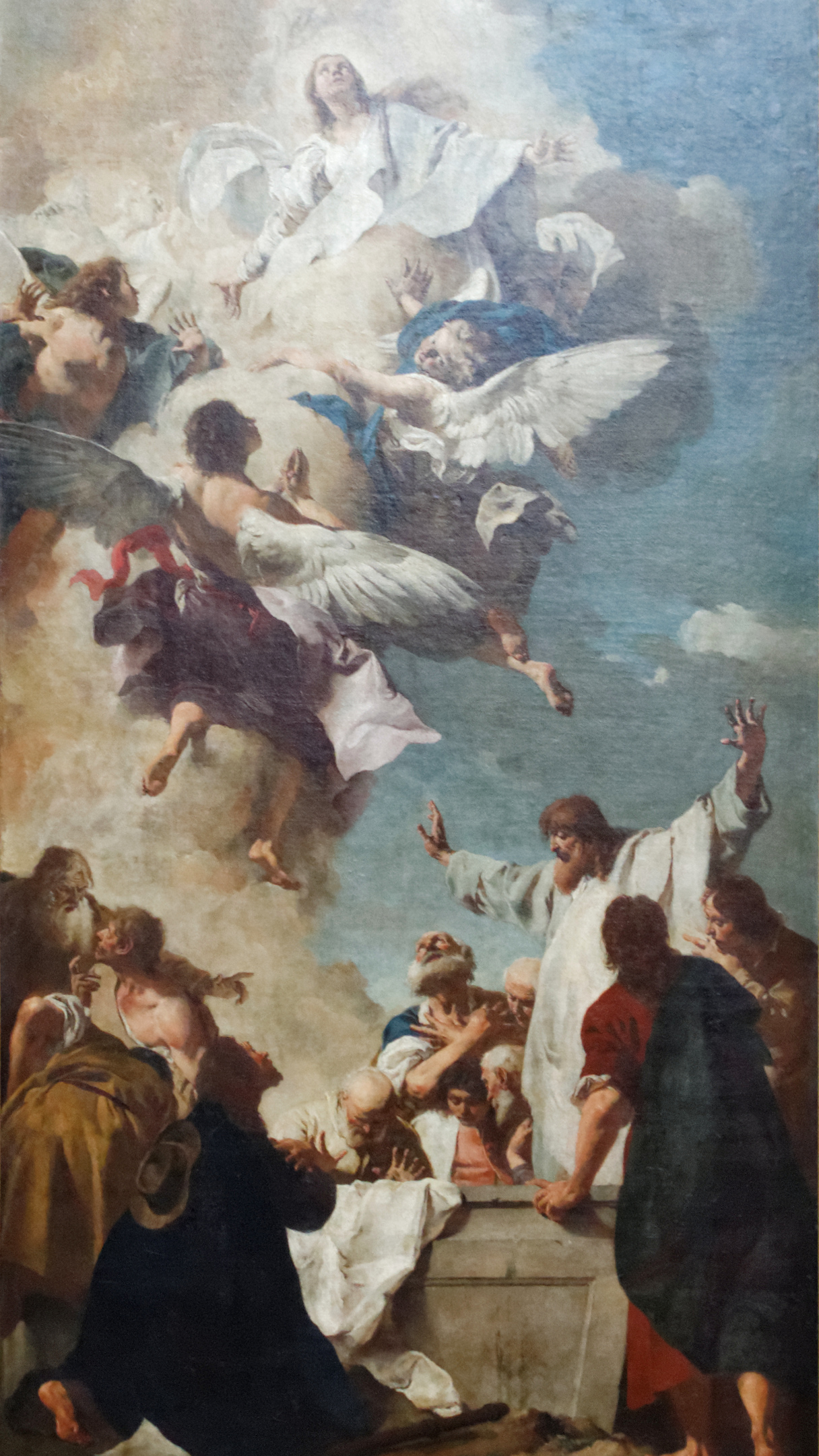
Jungfru Marie himmelsfärd.

Giovanni Battista Piazzetta, född den 13 februari 1682 i Venedig, död där den 28 april 1754, var en italiensk målare av den senvenetianska skolan.
Piazzetta var lärjunge till sin far, som var bildhuggare, och till målaren Molinari, men utvecklade sig sedermera under studium av den senare Bolognaskolans målare och utförde dels större bibliska tavlor, dels genreartade bröstbilder och knästycken av enstaka figurer. I Dresden finns av honom Abrahams offer, David med Goliats huvud och en Fanbärare, i Sveriges Nationalmuseum bröstbilder av en Sovande nunna och en Bedjande gubbe och vid Göteborgs konstmuseum Kristus i Emmaus.